# Masdevallia buccinator
Masdevallia buccinator är en orkidéart som beskrevs av Heinrich Gustav Reichenbach och Josef Ritter von Rawicz Warszewicz. Masdevallia buccinator ingår i släktet Masdevallia och familjen orkidéer. Inga underarter finns listade i Catalogue of Life.